# Alexander Iwanowitsch Marinesko

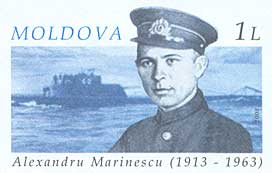
Alexander Marinesko

Alexander Iwanowitsch Marinesko (russisch Александр Иванович Маринеско; * 2. Januarjul. / 15. Januar 1913greg. in Odessa; † 25. November 1963 in Leningrad) war U-Boot-Kommandant im Zweiten Weltkrieg.
Marinesko wurde als Sohn eines rumänischen Seemanns und einer Ukrainerin in Odessa geboren. Seine militärische Ausbildung erhielt er bei der sowjetischen Schwarzmeerflotte. Später wurde er zur Baltischen Flotte versetzt.
Marinesko versenkte während des Zweiten Weltkrieges als Kommandant des U-Boots S-13 im Winter 1945 das mit über 10.000 Menschen völlig überladene "Kraft durch Freude"-Kreuzfahrtsschiff Wilhelm Gustloff und die als Lazarettschiff verwendete Steuben mit über 4.000 Menschen an Bord. Dabei kamen geschätzt über 12.800 Menschen ums Leben, die meisten davon Flüchtlinge, darunter viele Kinder, und Verwundete. Für die Versenkung dieser deutschen Schiffe wollte er als Held der Sowjetunion anerkannt werden. Da er aber sonst durch mangelnde Disziplin und Alkoholkonsum aufgefallen war, wurde ihm dies verwehrt.
Stattdessen wurde er nach dem Krieg unehrenhaft aus der Marine entlassen. Später verbrachte er wegen Diebstahls zwei Jahre im Straflager. 1963 starb er in Leningrad. 1990 jedoch, 27 Jahre nach seinem Tod, wurde Marinesko rehabilitiert und von Michail Gorbatschow posthum zum Helden der Sowjetunion ernannt. In Kaliningrad, dem ehemaligen Königsberg, wird Marinesko durch die Namensgebung eines Pregelufers und eines vor wenigen Jahren aufgestellten Ehrenmals am Schlossteich geehrt. Eine Boeing 737-300 der 2009 bankrotten Kaliningrader Fluggesellschaft KD Avia trug den Namen Alexander Marinesko (Kennung EI-DJR).
Marinesko spielt eine wichtige Rolle in Günter Grass’ Novelle Im Krebsgang. Er ist auf dem Bogoslowskoje-Friedhof in Sankt Petersburg bestattet.
Der 2005 erschienene auf Episoden seines Lebens beruhende russische Spielfilm Der Erste nach Gott wurde preisgekrönt. 